# Хрудім (футбольний клуб)
«Хрудім» (чеськ. MFK Chrudim) — професійний чеський футбольний клуб з міста Хрудім.

## Історія
Футбольна команда заснована в 1923 році. За часів Чехословаччини команда виступала на здебільшого регіональному рівні лише у сезоні 1978–79 клуб підвищився до четвертого рівня чемпіонату, де і виступав до 1988–89 років.
У 1994–1998 роках «Хрудім» виступав у четвертому дивізіоні, у 1998–2004 роках у третьому дивізіоні і знову у четвертому дивізіоні у 2004–2011 роках. У січні 2011 року відбулося злиття двох місцевих команд, саме з того моменту команда отримала сучасну назву. У червні 2011 року «Хрудім» підвищився до третього дивізіону Богемської футбольної ліги. Також було підтверджено назву клуб з сезону 2011–12 років.
Попри те що клуб виграв Богемську футбольну лігу у 2012 році, через стан газону підвищення отримала команда «Пардубиці». У 2015 році клуб реконструював свій стадіон, встановивши трибуну тощо, що відповідає змаганням вищого рівня. Через три роки «Хрудім» дебютував у другому дивізіоні Чехії.
За підсумками сезону 2024–25 «Хрудім» фінішував на другому місці другої ліги і відповідно провів матчі плей-оф на підвищення з клубом «Пардубиці», за сумою двох матчів поступившись з рахунком 1–2.

## Досягнення
Богемська футбольна ліга
- Переможець (2): 2011–12, 2017–18